# 딸부잣집
《딸부잣집》은 1994년 9월 3일부터 1995년 4월 30일까지 방영된 한국방송공사 주말연속극이다.

## 기획의도
아내를 여읜 치과 의사와 그의 다섯 딸로 이루어진 가족들이 엮어가는 건강하고 밝은 생활 윤리와 인간 존중, 그리고 세대 간의 조화를 모색하는 이야기를 담은 가족 드라마

## 등장 인물

### 권혁주네 가족들
- 김세윤(권혁주)  : 권치덕 아들, 치과 전문의 겸 치과대학 겸임교수 및 치의학 박사
- 이휘향(권일령) : 권혁주 첫째 딸, 권치덕 첫째 손녀
- 하유미(권차령) : 권혁주 둘째 딸, 권치덕 둘째 손녀
- 전혜진(권세령) : 권혁주 셋째 딸, 권치덕 셋째 손녀
- 변소정(권우령) : 권혁주 넷째 딸, 권소령 쌍둥이 언니
- 이아현(권소령) : 권혁주 막내 딸, 권우령 쌍둥이 동생
- 전운(권치덕) : 삼락회 지부장, 전직 고등학교 교감, 직 고교 화학 교사, 권혁주, 권옥자의 아버지, 권일령 · 권차령 · 권세령 · 권우령 ㆍ 권소령 자매의 할아버지
- 독고영재(박혁민) : 권혁주 맏사위
- 이한우[1] : 칼 토마(카를 토마스, Karl Thomas) 역 - 권혁주 둘째 사위, 독일에서 귀화하여 한국 국적을 취득한 남자, 독일 녹색환경연합 단원 출신.
- 윤다훈(오인태) : 권혁주 셋째 사위
- 박재훈(정효식) : 권혁주 넷째 사위, 전직 농구선수
- 이세창(한준수) : 권혁주 막내 사위, 송 여사 아들
- 김창환(박상수) : 권일령, 박혁민의 아들, 권혁주 외손자, 권치덕 증손자 (아역)

### 권옥자 가족
- 양희경(권옥자 여사) : 권치덕 딸, 권혁주 여동생, 치위생사
- 박광남(천달구) : 권옥자 여사 남편.
- 윤진영(천영란) : 천달구·권옥자 부부 딸, 5자매의 고종사촌 자매

### 한준수 가족
- 전양자(송 여사) : 한준수 어머니, 떡집 운영

### 오인태 가족
- 양영준 : 오인태 아버지
- 서영애 : 오인태 어머니

### 정효식 가족
- 신성일(정 회장) : 정효식 아버지
- 엄앵란(정 회장 부인) : (특별출연)
- 김성실(정후석) : 정효식 동생

### 차덕희 가족
- 안해숙(차덕희) : 권혁주의 새 연인이자 후처
- 김소연(남혜리) : 차덕희 딸, 고등학생, 남진혁 누나.
- 미상(남진혁)[2] : 차덕희 아들, 중학생. 남혜리 남동생)

### 그 외 인물
- 송기윤 : 이영식 역 - 권차령의 맞선남
- 최정 : 이학규 역 - 이영식의 아들
- 이원종 · 장정희 : 송 여사 댁 떡집 종업원
- 배도환 · 김경응 · 박유승 · 최정원 · 윤정빈 : 권일령의 부하 직원
- 박현영 : 영어 강사(권차령의 학교 후배) 역(특별출연)
- 박상희 : 권세령 학교 후배
- 김준모 · 이기철 · 강민석 · 함석훈 : 권소령의 학교 선배
- 조민희 : 윤유나 역 · 오지영 : 임예랑 역 - 권소령의 친구
- 이주화 : 권소령의 학교 후배
- 김용준 - 김병태 역 - 한준수의 친구
- 최석구 : 오인태의 학교 후배 역
- 손현주 : 심사위원
- 임호 : 우령을 꼬드기려다가 오히려 우령에게 한쪽 팔이 꺾인 야타족 역
- 황덕재 : 사채업자 역
- 김서형
- 한정국
- 맹호림
- 곽정희
- 정승규
- 신귀식
- 조재훈
- 김광영

## 역대 방송 횟수 리스트

#### 1회 ~ 70회
| 방송 회차 | 방송 일자        | 다시보기 | 비고 |
| --------- | ---------------- | -------- | --- |
| 1회       | 1994년 9월 3일   |          | 아내와 사별하고 혼자 사는 치과의사 권혁주에게는 일령, 차령, 세령, 우령, 소령 등 5명의 딸과 혼자 사는 여동생 옥자, 엄한 아버지 등의 가족이 있다. 각기 개성이 강한 5명의 딸들 가운데 넷째인 우령은 가장 말썽이 심하다. 어느날 일요일날 몰래 세령의 차를 몰고 나갔다가 실수로 외국인인 칼토마를 치게 된다. 이 일을 계기로 칼토마는 권박사에게 치료를 받으러 다니게 되고 어느날 차령의 다듬이 소리를 들은 칼 토마는 그 소리를 녹음하고 싶다고 한다. |
| 2회       | 1994년 9월 4일   |          | 느닷없는 세령의 결혼 발표에 온 식구들은 모두 깜짝 놀라고 게다가 세령이 의논 한마디 없이 양가 부모님 상견례 날짜까지 통보하자 할아버지는 노발대발하고 권박사 또한 심기가 불편해진다. 또한 세령의 결혼소식에 충격을 받은 차령이 일령을 찾아가 자신이 먼저 가도록 신랑감을 구해 달라고 하자 일령은 차령이 안스럽기만 하다. 한편 칼토마는 할아버지의 반대에도 불구하고 옥자와 우령에 의해 저녁 식탁에 초대받는다. |
| 3회       | 1994년 9월 10일  |          | 칼은 권치덕 노인에게 자신의 무례를 정중히 사과하며 한국문화에 대한 관심을 설명하고는 유창한 가락으로 시조를 읊어 온 가족을 놀라게 한다. 한편 세령의 성화에 못이겨 사위감을 보러 나온 김박사는 결국 세령의 결혼날짜를 잡는데 동의하고 만다. 이 사실을 알게 된 차령은 커다란 실망감에 휩싸인채 집을 나가 버린다. |
| 4회       | 1994년 9월 11일  |          | 급속도로 사이가 좋아진 권치덕 노인과 칼 토마는 하천에 마구 버려진 고물 가전제품의 주인을 찾아가 일전을 벌인다. 한편 불쑥 세령의 집을 찾아온 오인태는 권치덕 노인에게 문전박대를 당하고 이로 인해 세령은 또 한번 상심하게 된다. 한편 차령은 한번도 마셔본 적이 없는 술을 마시고 인사불성이 되어서 동생들에게 부축을 받으며 대문앞에 다다른다. |
| 5회       | 1994년 9월 17일  |          | 집을 나갔던 옥자는 차령의 신랑감을 구했다며 집으로 돌아오지만 차령은 자기 때문에 식구들이 걱정하는데 마음 아파 동생보다 먼저 결혼하겠다는 생각을 고쳐 먹는다. 한편 우령은 학교 도서관까지 준수를 찾아가 술을 사겠다고 하지만 거절 당하고 돌아온다. |
| 6회       | 1994년 9월 18일  |          | 식구들이 다 모인 날 차령의 제안으로 다섯딸과 권박사는 단란주점으로 몰려가 모처럼 즐거운 시간을 갖는다. 권박사는 노래를 부르다 차령을 끌어안고 눈물을 흘리고 만다. 세령의 결혼비용 문제로 권박사는 또 한번 괴로움에 빠지고 칼 토마가 권박사 집에 하숙을 들어오겠다고 하자 권노인은 이 문제를 가족회의에 부친다. |
| 7회       | 1994년 9월 24일  |          | 박혁민이 돈을 벌기 위해 만화를 그리기로 했다는 말을 권박사로부터 들은 일령은 자신은 박혁민을 이미 포기했다고 말한다. 권박사는 세령의 혼수준비를 직접 하기로 하고 청계천 상가에 나가 가전제품을 사오는데 세령이 모두 구식이라며 못마땅해 하고 일령마져 싫은 소리를 하자 권 박사는 자신이 모두 잘못했다며 우울해진다. 한편 칼 토마는 드디어 권박사의 집으로 하숙을 들어오고 권박사는 세령의 결혼식장을 미리 찾아 가 본다. |
| 8회       | 1994년 9월 25일  |          | 오인태가 혼자 함을 지고 오겠다고 하며 예단도 현금으로 하자고 하자 권박사는 못마땅하기만 하고 이런 이야기를 들은 박혁민이 오인태를 만나는데 의견의 차이로 박혁민이 오인태를 때려 코피까지 흘리게 된다. 할아버지는 직접 오인태의 아버지에게 사과하기로 하고 세령과 함께 오인태의 아버지를 찾아가는데 오인태의 아버지가 권 영감 자신의 옛 제자임을 알게 된다. 한편 일령은 별거를 하기로 마음먹고 가방을 싸서 친정으로 돌아 온다. |
| 9회       | 1994년 10월 1일  |          | 우여곡절 끝에 세령과 인태의 결혼식이 치러진다. 권박사를 비롯한 가족들은 세령의 결혼을 지켜보면서 여러 감회에 젖는다. 한편 칼과 차령의 관계는 점차 다른 가족들에게 노출되기 시작하고, 이를 경계하는 옥자는 계속해서 칼에게 신경질적으로 대한다. 한편 세령의 결혼식날 칼은 술에 만취한채 귀가하여 차령에게 무엇인가 고백을 하려 한다. |
| 10회      | 1994년 10월 2일  |          | 차령은 전날 칼이 술에 취해 자신에게 사랑을 고백하려 했던 것이라고 짐작하고는 어쩔줄을 몰라하고 옥자는 두사람이 덕수궁으로 데이트를 가서 찍었던 사진을 발견하고는 기겁을 한다. 한편 신혼여행을 다녀온 세령과 인태가 피곤하다는 이유로 친정에 들르지 않겠다고 통보하자 권박사와 가족들은 크게 실망한다. 준수 어머니의 생신잔치로 소령과 뮤지컬팀 단원들이 즐겁게 파티를 열 무렵 우령은 씁쓸한 표정으로 자전거를 타고 어디론가 향한다. |
| 11회      | 1994년 10월 8일  |          | 신혼여행을 다녀온 인태와 세령은 첫날 아침부터 티격태격하기 시작하고 혁민과 일령의 사이는 점점 벌어진다. 가족들이 모두 소령의 편이라고 생각하고 소외감을 느낀 우령은 소령에게 괜한 트집을 잡은후 진한 화장을 하고 치과에서 몰래 돈을 꺼내 카페골목 , 밤거리를 배회한다. 그러던 중 한 야타족의 승용차에 타게 되고 호텔앞에서 옥신각신하던중 도둑으로 몰려 경찰서까지 가게 된다. |
| 12회      | 1994년 10월 9일  |          | 산행을 가게 된 우령은 소령도 함께 간다는 사실에 실망한다. 한편 야영준비를 하던 일행은 불법으로 물고기를 잡던 사나이들과 충동하게 되는데… |
| 13회      | 1994년 10월 15일 |          | 옥자는 차령의 맞선상대를 미리 만나는 등 맞선을 성사시키려 애쓴다. 한편 할아버지는 혁민에게 상가 3층에 만화공방을 차리라고 권유하는데... |
| 14회      | 1994년 10월 16일 |          | 옥자는 영화를 보여주겠다며 차령을 데리고 나와 영식과 억지로 맞선을 보게 하는데, 영식은 첫눈에 차령에게 반한다. 차령은 칼에 대한 죄책감으로 괴로워하고 칼은 갑자기 변해버린 차령의 태도에 답답해한다. 상수는 아빠가 보고 싶어 한밤중에 집을 몰래 빠져나오다 들켜 집안을 발칵 뒤집어 놓고, 우령은 소령에게 매너저를 자처하고 나선다. |
| 15회      | 1994년 10월 22일 |          | 뮤지컬 주인공 오디션이 가까워 오면서 양보를 종용하는 선배에게 소령은 정당한 실력경쟁으로 하자고 맞선다. 오랜만에 다시 만난 혁민과 일령은 상수문제로 서로 심각하게 대립한다. 한편 영식과 선 본 사실 때문에 죄책감을 가지고 있던 차령은 칼에게 데이트신청을 받자 몹시 난감해하나 결국 약속 장소로 나가지 않고 칼은 카페에서 밤이 늦도록 차령을 기다린다. |
| 16회      | 1994년 10월 23일 |          | 혁민은 결국 치덕과 혁주의 제안에 따라 아파트를 나와 상가 3층에 만화공방을 차리기로 결심한다. 소령은 준수를 만나 오디션을 둘러싼 자신의 고민을 털어놓던중 자신의 늦은 귀가를 걱정하여 찾아나선 혁주와 우령에게 들키고 만다. 칼은 차령에게 갑자기 쌀쌀해진 이유를 묻지만 차령은 대답을 하지 못하고 그러던중 영식이 고모를 통해 정식으로 차령에게 청혼을 해온다. |
| 17회      | 1994년 10월 29일 |          | 칼이 차령에게 자신의 사랑고백에 대한 대답을 해달라고 하자 차령은 칼에게 시간을 좀 더 달라고 한다. 소령이 뮤지컬 주연 자리를 양보하라는 선배들의 압력에 괴로워하자 병태가 소령을 돕겠다고 나서는데 오히려 소령을 더욱 난처하게 만든다. 한편 차령을 만나겠다고 무작정 찾아온 영식은 오히려 옥자에게 문전박대를 당한다. |
| 18회      | 1994년 10월 30일 |          | 소령의 매니저를 자청한 우령은 학교로 병태를 찾아가 혼내준 다음 가무단을 찾아가 소령의 선배들을 만난다. 영식이 건 전화를 받은 권박사는 영식을 옥자의 애인으로 착각한다. 한편 일령은 독립하기로 결심하고 회사에 사직서를 낸후 사업자금 마련을 위해 아파트를 처분하기로 한다. 할아버지와 칼은 바가지 요금을 받은 택시운전사를 혼내주기 위해 일을 꾸민다. |
| 19회      | 1994년 11월 5일  |          | 차령은 칼에게 아버지를 모시고 혼자 살겠다는 편지를 보내고 칼은 차령에게 독일어를 가르칠 결심을 한다. 일령은 식구들의 만류에도 불구하고 아파트를 처분하고 회사에 사표를 내는 등 독립할 준비를 서두른다. 준수모는 준수가 우령에게 맞았다는 병태의 말에 화가 나서 권박사에게 우령의 교육을 잘 시키라고 전화를 걸고 준수는 도서관에서 공부하고 간다는 거짓말을 하고 소령의 연습실로 찾아가 함께 시간을 보낸다. |
| 20회      | 1994년 11월 6일  |          | 일령과의 점심약속에 기분좋게 나간 혁민은 일령으로부터 이혼선언을 듣 게 되자 인사불성으로 취해 업혀서 집에 들어온다. 한편 고모는 영식에게 자켓을 선물로 받자 태도를 바꾸어 영식과 차령을 맺어주려고 적극적으로 나서고 결국 영식은 고모의 도움으로 차령과 데이트를 즐기게 된다. 칼은 차령의 외출에 하루종일 불안해하고 할아버지에게 혼자 살겠다는 차령의 결심을 깨뜨려야 한다고 주장한다. |
| 21회      | 1994년 11월 12일 |          | 소령의 오디션 날이 되자 온 식구들은 소령을 격려하고 소령은 최선을 다해 오디션을 치른다. 우령은 소령의 오디션장을 찾아갔다가 준수와 소령의 다정한 모습을 보고는 그대로 나오고 그런 우령을 본 병태는 우령에게 준수를 단념하라고 말한다. 한편 집으로 찾아온 영식과 마주친 칼 토마는 영식의 존재에 대해 차령을 다그치고 고모는 칼에게 영식이 자신의 애인이라 둘러댄다. |
| 22회      | 1994년 11월 13일 |          | 오디션 결과 주연을 맡지 못한 소령은 크게 낙담하고 밤이 늦도록 집에 들어오질 않는다. 권박사는 차령을 우려하여 할아버지에게 칼을 내보내자고 건의하고 집으로 찾아온 영식에게는 경박하다고 나무라지만, 영식은 오히려 권박사에게 차령을 달라며 청혼을 한다. 길에서 마주친 칼토마와 영식은 차령을 놓고 한바탕 실랑이를 벌이고, 영식은 칼에게 차령을 단념하라고 한다. 한편 권박사와 우령은 밤이 늦어도 귀가하지 않은 소령을 찾아나서는데 연습실에서 혼자 술을 마시며 울고 있는 소령을 발견한다. |
| 23회      | 1994년 11월 19일 |          | 아침 일찍 준수를 찾아간 우령은 준수를 사랑한다면 누구에게도 준수를 빼앗기지 않겠다고 말한다. 뮤지컬 주인공 자리를 놓친 소령은 가무단을 그만 두겠다고 고집을 부리다가 혁주의 만류에도 불구하고 가무단에 사표를 낸다. 한편 영식에 의해 영식과 차령이 선을 본 사이임이 할아버지에게 알려지고 아버지와 고모는 칼과 차령의 관계로 고민하는데 칼은 월급날이 되자 할아버지 고아 드리라고 소꼬리를 사와 할아버지를 흐뭇하게 한다. |
| 24회      | 1994년 11월 20일 |          | 한밤중에 할아버지의 사무실에서 독일어 공부를 하고 있는 칼과 차령을 발견한 권박사는 칼을 내보낼 결심을 한다. 영식의 일이 마음에 걸린 칼은 몸이 아프다는 핑계로 조퇴를 하고 집에 돌아와 차령의 관심을 끌기 위해 꾀병을 부린다. 할아버지는 영식의 됨됨이를 알아보기 위해 대전의 영식이 일하는 곳으로 직접 찾아가고 성실한 영식의 모습에 좋은 인상을 받는다. 할아버지를 모시고 온 영식과 다시 만나게 된 칼은 흥분하여 할아버지에게 차령을 사랑한다고 선언한다. 한편 소령을 가무단으로 돌려보내기 위해 일령과 우령은 작전을 짜고 준수는 안타까운 마음으로 계속 소령을 설득한다. |
| 25회      | 1994년 11월 26일 |          | 차령을 사랑한다는 칼의 충격적 고백 때문에 온 집안이 발칵 뒤집히고 모든 식구들이 모여 가족회의를 연다. 칼은 송여사를 찾아가 도움을 청하고 영식은 차령의 집 근처 여관에 숙소를 정하고 진을 친다. 할아버지는 집안에 부끄러운 일이 생긴거라며 사무실로 숙소를 옮기겠다고 선언하고 혁준은 몹시 난감해한다. 한편 소령을 가무단으로 돌려보내기 위한 일령, 우령 등의 노력에도 불구하고 소령은 고집을 꺾지 않는다. |
| 26회      | 1994년 11월 27일 |          | 칼과 영식을 놓고 식구들 의견은 반반으로 나뉘고 한사람이라도 더 자기편으로 끌어들이기 위한 칼과 영식의 경쟁은 더욱 치열해진다. 할아버지는 혁민이 다시 그림을 그릴 수 있도록 돕기 위해 자신의 초상화를 그리라 말하고 준수 어머니는 칼의 양어머니가 되기로 한다. 한편 소령은 준수의 설득으로 가무단으로 되돌아가 다시 연습에 임한다. |
| 27회      | 1994년 12월 3일  |          | 칼과 영식을 집으로 초대한 차령은 두사람 누구와도 결혼하지 않을 것이며 그냥 세사람이 친구로 지내자고 제의한다. 차령의 방에 들어갔다가 할아버지의 노여움을 사 집에서 쫓겨난 칼은 준수의 집으로 거쳐를 옮기고 준수모인 송여사에게 후견인이 되어달라고 한다. 이에 송여사는 칼을 도와주기 위해 권박사를 만나나 권박사는 차령을 영식과 혼인시키기로 했다고 하고 아버지의 설득으로 결혼하기로 마음 먹은 차령은 칼과 영식을 놓고 갈팡질팡 한다. |
| 28회      | 1994년 12월 4일  |          | 권박사가 이영식 쪽으로 마음이 기울자 차령을 빼앗길 위기에 처한 칼은 서울이 싫다며 병태네 별장으로 쉬러 간다. 그러나 칼은 차령 생각에 우울증에 빠져 식음을 전페하고 이를 보다못한 준수가 차령을 별장으로 데리고 온다. 그러나 이 소식을 듣고 뒤따라온 고모와 이영식에게 끌려 서울로 돌아온 차령은 할아버지와 아버지에게 칼과 결혼하겠다고 선언한다. 한편 혁민은 드디어 붓을 들어 할아버지의 초상화를 그리기 시작하고 이것을 계기로 일령과 화해의 기미가 보인다. |
| 29회      | 1994년 12월 10일 |          | 권박사와 고모인 옥자의 반대에도 불구하고 차령의 진심을 헤아린 할아버지는 차령을 칼토마와 결혼시키겠다고 선언한다. 여관방으로 자신을 찾아온 권박사에게 이 사실을 알게 된 영식은 흥분해서 차령에게 달려가지만 칼토마를 진심으로 사랑한다는 말에 힘없이 되돌아 나온다. 그후 칼토마를 만난 영식은 울면서 칼토마에게 차령을 행복하게 해주겠다는 맹세를 하라고 한다. 한편 우령은 주유소로 출근을 시작하고 혁민은 할아버지의 초상화 그리기에 몰두한다. |
| 30회      | 1994년 12월 11일 |          | 영식은 권박사의 집으로 찾아와 할아버지께 정중히 마지막 인사를 한 뒤 슬픈 마음을 달래며 대전으로 내려가고 칼토마는 자신의 통장을 준수모에게 건네주며 본격적으로 결혼준비를 시작한다. 세령이 카드대금 때문에 인태와 다투고 집에 오자 권박사는 옛날부터 모아온 가계부를 보여주며 세령을 나무라고 칼을 부른 할아버지는 칼에게 한국인으로 귀화하라고 해 칼을 당황하게 한다. 한편 갑자기 옥자의 이혼한 남편인 천서방이 치과에 나타난다. |
| 31회      | 1994년 12월 17일 |          | 우령이 주유소에서 일을 한다는 소리를 들은 권박사는 주유소로 우령을 찾아가 호통을 치며 당장 그만두고 들어오라고 한다. 또한 옥자의 남편인 천달구를 만나서도 냉담한 반응을 보이기만 한다. 칼은 할아버지가 당장 귀화수속을 밟으라고 하자 결혼결정의 기쁨도 잊은채 또 다시 고민에 휩싸이게 된다. 한편 집으로 돌아온 우령은 주유소일을 말리는 식구들에게 자신의 굳은 결심을 보이고자 머리를 자기손으로 짧게 자른다. |
| 32회      | 1994년 12월 18일 |          | |
| 33회      | 1994년 12월 24일 |          | 혁민을 자기편으로 만든 칼은 의기양양해 하고 차령은 남편 길들이기에 관한 책들을 사들이고 칼을 만난다. 출산문제로 다툰 세령과 인태는 별거에 들어가고 이 소식이 혁민의 말실수로 권박사의 귀에까지 들어간다. 칼은 귀화 문제로 독일의 부모에게 상의하지만 독일의 부모님은 칼의 귀화에 냉담한 반응을 보이고 칼이 고민에 빠지자 차령은 할아버지의 생각을 바꾸기 위해 단식에 들어간다. 한편 병태는 우령에게 스튜어디스 지원서를 가져다 주고 우령의 주유소에는 효식이라는 만만치 않은 상대가 등장한다. |
| 34회      | 1994년 12월 25일 |          | 차령이 계속된 단식끝에 마침내 정신을 잃고, 놀라 달려온 칼에게 가족을 버려야 하는 귀화는 절대로 안된다며 헤어지자고 하자 칼은 할아버지에게 귀화하겠다고 말한다. 권박사는 느닷없이 천서방이 치과로 찾아오겠다고 하자 이를 막느라 진땀을 빼고 세령과 인태의 문제를 해결하기 위해 적극적으로 나선다. 한편 우령은 병태가 가져온 스튜어디스 지원 접수증을 찢어버리고 병태와 실랑이를 버린다. |
| 35회      | 1994년 12월 31일 |          | 일령은 드디어 모든 준비를 마치고 사무실을 열게 되고 사무실 개업식날 혁준은 자신이 그린 그림을 선물로 들고와 일령을 기쁘게 한다. 옥자는 천서방이 옥자에게 주라고 권박사에게 맡겨놓은 반지를 발견하고는 권박사가 자신에게 주는 선물로 오해하고 감격해한다. 병태는 우령을 만나 사랑한다고 고백했던 자신의 행동이 경솔했다며 순수한 친구로 만나자고 하고 우령은 효식이 예전에 고교농구 스타였음을 듣자 효식에게 흥미를 갖게 된다. |
| 36회      | 1995년 1월 1일   |          | 불쑥 권박사의 치과에 나타난 천서방은 장인을 뵈어야겠다며 권노인을 찾고 권노인은 천서방을 보자 노발대발 한다. 온돌에 익숙치 못한 칼은 잠을 못자서 괴로워하고 혁민은 밤낮없이 그림에 몰두한다. 한편, 효식은 밤거리를 지나다 야타족들을 만나 한편 싸움을 벌이고 파출소로 가게 되는데 우령은 그런 효식에게 차츰 관심이 가기 시작하고 소령과 준수는 좋아한다며 각자 부모에게 둘의 사이를 허락해 달라고 한다. |
| 37회      | 1995년 1월 7일   |          | 불쑥 권박사의 치과에 나타난 천서방은 장인을 뵈어야겠다며 권노인을 찾고 권노인은 천서방을 보자 노발대발 한다. 온돌에 익숙치 못한 칼은 잠을 못자서 괴로워하고 혁민은 밤낮없이 그림에 몰두한다. 한편, 효식은 밤거리를 지나다 야타족들을 만나 한편 싸움을 벌이고 파출소로 가게 되는데 우령은 그런 효식에게 차츰 관심이 가기 시작하고 소령과 준수는 좋아한다며 각자 부모에게 둘의 사이를 허락해 달라고 한다. |
| 38회      | 1995년 1월 8일   |          | 침대가 없어 제대로 잠을 못잔 칼은 차령과 말다툼 끝에 집을 나간후 세령의 집에서 외박을 하기로 한다. 천서방의 전화를 받은 일령은 자신이 이 문제를 해결하겠다며 천서방을 만나러 가고 효식의 정체가 점점 더 궁금해지는 우령은 자신이 효식을 도와야한다고 결심하고 도시락을 싸다주는 등 관심을 표현한다. 민태와 잠을 자던 칼은 차령 생각에 한밤 중에 집으로 달려 오고 대문앞에서 울고있는 차령을 보자 자신의 잘못을 빌고 차령과 화해를 한다. 한편 집으로 찾아온 천서방과 부딪친 옥자는 귀신을 본 것이라 생각하고 혼비백산 한다. |
| 39회      | 1995년 1월 14일  |          | 천서방이 가족들 선물이라며 놓고간 가방에 돈이 들어있음을 발견한 권박사와 가족들은 모두 어리둥절해 하고 옥자는 천서방을 만난후 도망갈 궁리를 한다. 준수는 권박사에게 소령과 함께 유학을 가고 싶다고 이야기 한다. 할아버지는 일령에게 사이판 교민들 사이에 천서방에 대한 평판이 어떠한지를 조사해 보라고 시킨다. 한편 우령과 효식은 의문의 사나이들과 결투를 벌이게 되고 발목에 부상을 입은 효식은 우령의 손에 이끌려 우령의 집으로 몰래 오게 된다. |
| 40회      | 1995년 1월 15일  |          | |
| 41회      | 1995년 1월 21일  |          | 효식아버지를 만나러간 권박사는 효식아버지 대신 나온 비서실장으로부터 효식이 재벌가의 자제라는 것을 알게 된다. 우령과 고소장은 효식의 정체를 알게되자 심한 배신감을 느낀다. 인태는 세령의 관심을 끌고자 자신의 와이셔츠에 립스틱 자국을 묻히고 칼은 차령 혼자 집안일을 하게 할 수 없다며 가족회의를 소집한다. 한편 권박사는 효식의 아버지가 준 봉투에 돈이 들어있음을 알자 기분이 몹시 상한다. |
| 42회      | 1995년 1월 22일  |          | 우령은 효식 아버지의 회사로 찾아가서 아버지와 만나고, 효식아버지에게 받은 돈봉투를 돌려주며 속에 품어왔던 이야기들을 털어 놓는다. 달구는 옥자에게 피부미용센터 개업을 지원해주겠다고 약속한다. |
| 43회      | 1995년 1월 28일  |          | 영란은 옥자가 자신을 냉랭하게 대하자 엄마를 용서할 수 없다며 권박사의 집을 뛰쳐 나간다. 효식은 자신의 편지가 우령에게 전달되지 않았다는 사실을 눈치채고 아버지로부터 달아날 계획을 세운다. 천서방은 거액의 통장을 손에 든채 옥자의 방으로 들이닥치고 칼토마는 날로 기운이 쇠하여 가는 권노인에게 새로운 자극을 주어야 한다며 일부러 귀에 거슬리는 소리를 하기 시작한다. |
| 44회      | 1995년 1월 29일  |          | 고소장으로부터 자신의 아버지가 권박사에게 돈을 주었다는 사실을 들은 효식은 우령을 만나 사과를 하나 우령은 효식에게 다시는 자기앞에 나타나지 말라고 소리친다. 옥자는 천서방이 주고간 통장에 억대의 돈이 들어있자 갈등하게 되고 무사히 귀화심사를 통과한 칼은 차령과 할아버지, 준수와 소령 등의 축하를 받으며 귀화기념식에 참가한다. |
| 45회      | 1995년 2월 4일   |          | 영란과 천서방은 마지막 기회라며 옥자를 찾아오나 옥자가 계속 영란을 모른체하고 이에 실망한 영란은 사이판으로 돌아가겠다고 한다. 화랑 관계자들이 혁민의 그림을 호평하자 혁민은 혁준에게 고마움을 표시하고 이 소식을 들은 가족들은 모두 기뻐한다. 한편 세령의 집에 효식이 있음을 알고 흥분하여 달려갔던 우령은 효식의 불우한 환경을 듣게 되자 마음이 흔들리게 되고 둘은 결국 화해를 하게 된다. |
| 46회      | 1995년 2월 5일   |          | 옥자 가족의 화해로 오랜만에 온 집안에 웃음이 넘치는 가운데 집으로 찾아온 화랑 관계자들이 혁민의 그림에 감탄을 금치못하자 집안을 잔치분위기가 된다. 한편 칼은 독일에서 자신의 모습만 담긴 사진을 보내오자 독일의 가족들에게 소외당했다고 생각하고 침울해진다. 또한 효식이 다시 돌아왔다고 생각한 정회장은 본격적으로 효식의 결혼대상자 물색에 나선다. |
| 47회      | 1995년 2월 11일  |          | 시부모없이 결혼식을 올렸던 차령은 권노인이 독일로 찾아가 뵐 것을 권유하자 기뻐하고 일령과 혁민은 세령의 일에 적극적으로 나선다. 우령과 효식의 사랑은 점점 깊어만 가지만 정회장은 서둘러 효식의 혼담을 성사시키려 노력한다. 준수, 소령 등과 같이 시간을 보내다 술에 취한 효식을 데리고 병원으로 온 우령은 효식을 기다리던 정회장과 마주친다. |
| 48회      | 1995년 2월 12일  |          | 천서방은 아직도 자신의 변신을 못미더워하는 옥자를 데리고 나와 서울에 차려 놓은 자신의 사무실을 보여준다. 우령은 자전거 여행을 핑계삼아 효식을 데리고 예전 효식 어머니의 추억이 남아 있는 강가로 향한다. 강가에 도착한 효식은 어머니에 대한 추억으로 오열하고, 이 사실을 알게 된 정회장은 크게 진노한다. |
| 49회      | 1995년 2월 18일  |          | 권박사는 우령과 효식이 함께 양평에 있다는 전화를 받고 찾아 나서려다 가족들의 만류로 겨우 진정하고, 한편 우령은 효식과 함께 양평의 어느 민가에서 하루를 묵고 효식에게 아버지를 따르도록 권유한다. 권노인과 천서방은 옥자의 재혼에 대한 논의를 하고 옥자는 천서방의 기를 꺾겠다며 실행에 나선다. 우령은 마침내 집으로 돌아오고 권노인은 우령에게 종아리를 때린다. |
| 50회      | 1995년 2월 19일  |          | 권노인이 우령과 효식의 교제를 막으려 하자 세령이 이에 반발한다. 효식은 예전에 어머니와 살던 아파트로 이사한후 정회장에게 잘하려 애쓰고 우령은 권박사에게 효식을 사랑한다고 고백한다. 일령은 어음 뭉치를 분실했다며 집안을 찾아다니고 혁민은 그런 일령이 안스러워 함께 여행할 것을 권한다. 한편 정회장은 효식과 양회장의 손녀가 자연스럽게 만날수 있도록 자리를 마련한다. |
| 51회      | 1995년 2월 25일  |          | |
| 52회      | 1995년 2월 26일  |          | |
| 53회      | 1995년 3월 4일   |          | 정회장이 우령의 집을 찾아와 권박사와 우령과 효식의 일을 의논하는데 마침 돌아온 우령이 그 대화를 듣게 되고 우령은 효식을 만나지 않겠다고 정 회장에게 선언한후 아버지와 독일행을 결심한다. 칼과 차령은 할아버지와 권박사를 모시고 독일에 있는 칼의 부모를 만나기 위해 독일로 떠난다. 하지만 칼의 아버지는 이들을 냉랭하게 대하고 긴장속에 차령은 한국에서 가져간 폐백음식과 전통의상으로 폐백을 올린다. |
| 54회      | 1995년 3월 5일   |          | 독일에서 폐백을 올리려던 칼과 차령은 칼의 아버지가 이를 거절하자 난감해한다. 그러나 독일여행중 가족들은 차령이 임신했음을 알게 되고 이를 전해들은 칼의 부모들은 그제서야 마음을 누그러뜨린다. 한편 우령은 효식으로부터 멀리 떨어져있음으로 효식을 잊으려 하지만 힘들기만 하고 효식은 지혜에게 영어를 배우는 일에 점점 익숙해져 간다. |
| 55회      | 1995년 3월 11일  |          | 독일에 갔던 식구들이 돌아오지만 일령과 세령은 부도위기에 몰려 공항에 나타나지 않는다. 한편 인태는 일령의 부도에 세령이 말려들지 않을까 걱정을 하고, 칼은 임신한 차령을 돌보느라 식구들의 눈총도 마다 않는다. 우령은 도착하자마자 주유소로 출근하는데 이를 안 효식이 주유소로 찾아오자 절대로 다시 효식을 만나지 않겠다고 단호하게 말을 하고 돌아선다. |
| 56회      | 1995년 3월 12일  |          | 우령은 효식을 잊기 위해 더욱 생활에 의욕을 보인다. 효식은 점점 그런 우령의 고집에 지치기 시작하고 지혜의 접근에 대해서는 익숙해져 간다. 일령은 점점 더 부도의 위기로 말려들고 소령은 준수와 함께 유학을 가겠다고 선언한다. 한편, 천서방은 옥자의 계속되는 트집에 더 버티지 못하고 사이판으로 돌아갈 결심을 한다. |
| 57회      | 1995년 3월 18일  |          | 갈수록 심해지는 차령의 입덧치료를 위해 온 정성을 다하는 칼의 노력에도 불구하고 마침내 차령은 쓰러져 눕고 만다. 지혜는 우령과 효식을 커피숍에서 만나게 해서 두사람의 관계를 더욱 악화시킨다. 그런것도 모르는 효식은 지혜가 자신과 우령을 위해 애쓴다며 점점 지혜에게 마음이 기운다. 한편 우령은 효식을 잊기 위해 태권도장에 나가 운동에 몰두한다. |
| 58회      | 1995년 3월 19일  |          | 소령은 준수와의 유학을 강행하기로 결심하고 권박사는 일령과 소령의 문제로 마침내 앓아 눕는다. 차령의 입덧은 고추장에 비빈 밥 한그릇으로 완치 되고 세령은 우령에게 계속 효식을 만나도록 종용한다. 한편, 지혜는 효식의 아파트로 정회장을 오게 해서 식사를 준비하는데 세령이 마침 효식을 만나기 위해 들이닥친다. 한편 혁민의 전시회는 대성공을 거두고 일령의 회사는 마침내 부도가 난다. |
| 59회      | 1995년 3월 25일  |          | 일령이 부도가 난후 산속 외딴곳으로 잠적해 버리자 빚쟁이들이 권박사의 치과에 들이닥쳐 치과빌딩을 팔도록 협박한다. 지혜와 가깝게 지내기로 마음먹은 효식은 함께 드라이브를 나가는데, 우령과 함께 갔던 겨울강의 기억이 머리속에 떠오른다. 소령은 송여사에게 준수와의 절교를 통보하고 권박사에게는 자신의 유학 강행을 선언한다. 한편 마침내 권박사의 치과로 일령을 체포하려는 형사들이 들이닥친다. |
| 60회      | 1995년 3월 26일  |          | 소령은 준수를 만나 절교를 선언하고 우령은 지혜를 불러 효식의 마음을 사로잡도록 충고한다. 권박사는 일령이 잠적한 산골 목공예집으로 찾아가 일령을 만나고 칼과 천서방은 일령을 돕겠다며 돈을 내놓는다. 그러나 일령은 그 돈을 받을 수 없다며 스스로 경찰서를 찾아간다. |
| 61회      | 1995년 4월 1일   |          | 일령을 만나기 위해 권박사는 경찰서 수사계로 찾아간다. 정회장은 마침내 효식에게 어머니에 관한 일들을 사과하기로 결심한다. 천서방은 일령을 도울 생각으로 사이판에 다녀오기로 마음을 먹는데 인태와 권노인이 마침내 일령이 있는 경찰서에 나타난다. 할아버지의 도움으로 일령은 무사히 일을 해결하고 집으로 돌아오고 한편, 권박사는 아내의 산소를 손질하고 돌아오는 길에 사고를 당해 쓰러져 있는 한 여인을 발견하고 차를 세운다. |
| 62회      | 1995년 4월 2일   |          | 권박사는 사고를 당한 여인의 집을 방문해 사고소식을 전한다. 소령은 준수가 여행에서 돌아왔으면서도 아무 연락이 없자 불쾌해져서 절교선언보다 더 강한 방법을 모색한다. 효식은 정회장, 지혜와 함께 어머니의 유골을 뿌린 강변을 찾아갔다가 뜻밖에 그곳에서 우령을 만나게 되고 우령도 자신을 사랑하고 있음을 확인한다. 세령과 소령의 지원하에 효식과 우령은 권노인과 권박사에게 찾아가 둘의 사이를 허락해 달라고 하고 결국 할아버지의 승낙을 받아낸다. 한편 권박사는 사고를 당한 여인의 사고 가해자로 몰려 경찰서로 가게 된다. |
| 63회      | 1995년 4월 8일   |          | |
| 64회      | 1995년 4월 9일   |          | |
| 65회      | 1995년 4월 15일  |          | 상수는 아빠에게 그림을 가르쳐 달라고 하나 아빠는 상수가 화가가 될 것을 우려해 가르쳐 주지 않는다. 옥자는 새살림에 재미를 붙이나 달구의 권위적인 행동 때문에 말다툼을 하게 된다. 소령은 소외된 것 같아 우울해 한다. 해리는 권박사의 카드로 친구들에게 술을 사고 자신을 권혁주라 소개한다. 외박을 한 해리는 엄마에게 거짓말을 하고 권박사 카드를 들킨다. 한편 효식은 할아버지를 찾아가 뭐든 시키라고 하고 이에 할아버지는 종을 닦으라고 한다. 한편 해리엄마는 권박사를 만나 카드를 돌려주고 권박사가 딸교육을 잘못 시켰다며 나무라자 눈물을 보인다. 이를 우연히 본 달구는 해리엄마를 권박사의 여자라 오해한다. 소령은 낙원동에 가서 준수와 다투다 마침 와있던 권박사에게 붙들려 집에 오고 식구들을 불러 모은 효식은 우령과 본가에 인사를 드리겠다고 한다. |
| 66회      | 1995년 4월 16일  |          | 옥자와 달구는 권박사와 차여사의 관계를 오해하고 결국 차여사의 전화번호를 알아낸다. 칼과 일령은 준수와 소령을 화해시키기 위해 낙원동 송여사를 찾아간다. 한편 권박사를 찾아온 혜리는 옥자와 달구가 차여사의 집을 다녀갔다는 얘기를 한다. |
| 67회      | 1995년 4월 22일  |          | 옥자, 권서방, 일령은 권박사에게 재혼을 권유한다. 시내 레스토랑에서 권박사와 식사를 같이 한 혜리는 사랑을 느끼고 조금씩 생활의 안정을 찾기 시작한다. 인태의 통장문제로 고민하던 세령은 아이를 갖기로 결심한다. 한편 아내의 사진을 보다 잠든 권박사는 할아버지가 사진을 가져간 줄 모르고 온 집안을 돌아다니며 찾는다. 우령은 효식의 식구들에게 가서 인사를 드리고, 소령도 준수와의 유학을 허락받는다. 칼은 향수병에 걸려 우울해 하다가 결국 앓아 눕고 차령은 괴로워한다. 권박사와 만난 차여사는 권박사에게 고마움을 느끼고 이 두사람의 모습을 봄나들이 나왔던 인태와 세령이 보게 된다. |
| 68회      | 1995년 4월 23일  |          | 권박사의 재혼 문제로 식구들의 의견이 둘로 갈린다. 향수병에 걸려 괴로워 하던 칼은 마침내 독일행을 결심하기에 이른다. 송여사는 새 피아노를 사주는 등 소령에게 정성을 쏟기 시작한다. 혜리는 엄마와 권박사가 재혼하기를 바라고 권서방과 짜고 묘안을 낸다. 그 묘안에 따라 혜리는 권박사의 집 마당에서 소란을 피우고 이 소식을 들은 차여사는 혜리를 끌어내기 위해 권박사의 집을 찾아온다. |
| 69회      | 1995년 4월 29일  |          | 차여사를 만난 할아버지는 흡족해 하고 차여사가 돌아간뒤 권박사와 차여사는 서로에 대해 생각에 잠긴다. 일령 이하 다섯 자매는 권박사의 재혼문제로 의견다툼을 벌인다. 할아버지는 천서방을 불러 권박사의 재혼문제를 일임한다. 한편 번민하던 권박사는 편지 한장 남겨두고 훌쩍 동해의 친구한테로 떠나버린다. 권박사의 재혼을 완강히 반대하는 소령을 달래기 위해 송여사와 준수와 식구들은 애쓴다. 강박사의 연락으로 권박사의 거처를 알게 된 식구들은 권박사를 데리러 떠난다. 바닷가에서 권박사를 만난 소령은 용서를 빌고 일령, 차령, 소령과 권박사는 술을 마시며 사심없는 얘기를 나눈다. |
| 70회      | 1995년 4월 30일  |          | 최종회 세령은 자신의 임신사실을 알고 인태를 원망하나 인태는 마냥 기뻐한다. 칼의 향수병을 자신의 책임이라고 생각한 할아버지는 칼에게 분가를 하라고 하나 칼은 다 나았다며 나가지 않겠다고 한다. 정회장과 송여사 맞을 준비에 자매들은 부산하고, 인태는 식구들에게 세령의 임신소식을 알린다. 정회장과 식구들이 담소하는 자리에서 송여사는 우령과 소령의 합동 약혼식을 제의한다. 우령과 혜리의 꾀로 만나게 된 권박사와 차여사는 좋은 친구로 남기를 약속한다. 우령과 소령의 약혼식 후 할아버지는 식구들을 불러 권박사의 재혼에 이의가 있는 사람은 말하라고 하고, 권박사는 재혼을 하느니 차라리 종아리를 맞겠다고 한다. 이때 큰사위가 차여사를 모셔온다. |

## 여는곡 / 닫는곡
- 여는 곡 : 투투 - 딸부잣집(원제/원곡 : 내 인생은 러시아워(투투 1집 앨범 수록곡))
- 닫는 곡 : 투투 - 딸부잣집(원제/원곡 : 내 인생은 러시아워(투투 1집 앨범 수록곡))
- 원안/작사/작곡 : 오지훈(투투 리더 멤버)
- 노래 : 오지훈

## 연장
- 당초 50부작으로 기획되었지만 높은 인기에 힘입어 10회 늘린 60부작으로 종영할 예정이었다. 후속작 《젊은이의 양지》 캐스팅 문제로 10회를 늘린 70회로 막을 내렸다.

## 수상
- 1994년 KBS 연기대상 남자 최우수 연기상 김세윤
- 1994년 KBS 연기대상 여자 인기상 하유미
- 1994년 KBS 연기대상 남자 신인상 이세창
- 1994년 KBS 연기대상 여자 신인상 이아현
- 1995년 백상예술대상 남자 인기상 이한우
- 1995년 백상예술대상 여자 인기상 하유미
- 1995년 KBS 연기대상 아역상 김소연

## 참고 사항

### 편성 관련
- 당초 《당신이 그리워질 때》의 후속 KBS 1TV 일일연속극으로 1994년 7월 초 첫 회가 나갈 예정이었으나[3] 배우들 섭외 문제로 편성이 보류되었다.
- 한편, 《남자는 외로워》 후속 KBS 2TV 주말연속극으로 1994년 7월 초 첫 회가 나갈 예정이었던 《바람은 불어도》가 작가와 연출자 간의 마찰로 인해 편성이 백지화되자[4] KBS는 1994년 6월 말 끝낼 예정이었던 《남자는 외로워》를 2개월 늘린 8월 말에 막을 내리게 했으며 해당 드라마를 후속작으로 편성하였다.
- 이 과정에서 한국녹색혁명단 대표의 딸 5명 이야기[3] 대신 치과 의사 집안의 다섯 딸 이야기로 포맷이 변경됐으며 일일극으로 기획되었다가 변경된 탓인지 새 인물들을 찾는 것에 초점을 두었다.
- 일일극에서 주말극으로 바뀜에 따라 새로운 인물들을 찾아오는 것에 초점을 맞췄는데 애초 일령 역은 이미숙, 차령 역은 하유미, 세령 역은 전혜진이었으나 우령과 소령 역 배우의 캐스팅이 미정 단계[5]였다. 우여곡절 끝에 변소정과 이아현이 우령과 소령 역으로 낙점된 데 이어 이 과정에서 이미숙 대신 이휘향이 일령 역으로 낙점됐는데 이에 대해 딸부잣집 제작진은 "'달빛가족'에서 맏며느리 세정 역으로 열연한 이휘향씨의 쾌활한 이미지[6]가 있어서 그랬다"고 설명했다.
- 1994년 9월 3일에 딸부잣집이 첫방송 시작한 이후로는 제품광고 24개가 나왔다.[7]
- 1994년 10월 1일에 KBS 1TV의 채널에서 수신료징수제도개선을 계기로 광고방송(상업광고방송)을 폐지에 따른 KBS 2TV의 채널은 광고방송(상업광고방송)을 편성시간 및 확대를 했다. 드라마가 시작하자마자 광고가 시작된 후로 드라마가 끝나도 광고방송(상업광고방송)을 내보내게 되었다.[8]
- 1994년 12월 31일에 KBS 연기대상을 KBS 1TV의 채널에서 KBS 2TV의 채널로 옮겨 방송을 한 후 광고가 시작되고 광고 32개가 나왔다.[9]

### 비판
- 작가 이희우가 1970년대에 똑같은 소재로 쓴 드라마가 TBC 동양방송에서 방영됐으며 그 이후에도 《달빛가족》, 《까치 며느리》, 《남자의 계절》 등 비슷한 소재의 드라마로 재탕-삼탕됐었다.[10]
- 현대 여성의 삶을 비추는 시각이 왜곡 표현되고 굴절 표현되었다는 비난을 샀다.[11]
- 출연진들의 희화화가 극에 달하여 모두 코미디언처럼 등장했다.[12]
- 특정 회사 상호와 상품명을 의도적으로 노출시켰다는 까닭으로 1995년 3월 11일 방송위원회 회의에서 "경고" 조치를 받았다.[13]

### 그 외
- 명량 홈드라마의 전형을 제시하여 호평을 받았다.[14]
- 전혜진은 해당 드라마 캐스팅으로 KBS 2TV <인간의 땅> 장지애 역을 거절하였다.[15]
- 당시 대중가요 분야에 갓 데뷔를 하여 인기 절정을 실감하고 있던 댄스 팝 음악 그룹 "투투"의 1집 음반 수록곡인 《내 인생의 러시 아워(작사·작곡·편곡: 오지훈)》을 리메이크한 《딸부잣집(작사·작곡·편곡·보컬: 오지훈》을 OST로 사용하였다. 원곡은 투투 리더로 활동했던 오지훈이 작사 및 작곡을 맡았으며 김지훈이 노래를 불렀으나 딸부잣집 주제곡은 오지훈 혼자 불렀다. 김지훈을 비롯한 투투 멤버들은 딸부잣집 OST 작업 날에 지방 공연에 참여했고, 음반 프로듀서이자 곡의 저작권자인 오지훈만 서울에 남아 곡 작업에 참여했다. 원곡과는 다르게 리듬을 제외한 가사가 드라마 주제에 맞게 변경되었기 때문에 원곡과 가사 자체가 다르다. 딸부잣집 여는곡 원곡 내 인생은 러시아워
- 드라마 오프닝 장면에서 드라마 출연자 성명이 도장 모양으로 나와서 이름 석 자를 가진 사람을 기준으로 <○○○인>이라는 자막으로 소개되었다. 이는 제작진 명단도 마찬가지이다. 다만 이름이 외자로 있던 전운과 네 자를 가진 독고영재는 인이라는 글자가 생략된채로 성명 외자나 성명 전체만 나왔다. 이참의 경우 이 당시 이한우라는 명의로 활동했기 때문에 <이한우인>으로 나온다.
- 2020년 KBS디지털미디어국에서는 유튜브 채널 옛날티비 [10드:10분 드라마] 서비스를 통해 드라마 10분 요약 영상을 순차적으로 공개하고 있다.
- 현재 KBS 공식 홈페이지에서 전편 무료 다시보기 서비스중으로 감상 가능하다.

## 같이 보기
- 1973년 대한민국 영화 딸부잣집